# محاصره آلمان
محاصره آلمان یک محاصره دریایی طولانی بین سال‌های ۱۹۱۴ تا ۱۹۱۹، در جریان جنگ جهانی اول و پس از آن علیه امپراتوری آلمان توسط متفقین برای جلوگیری از رسیدن تدارکات و اقلام تجاری به قدرت‌های مرکز بود. این محاصره که به مرگ دست‌کم ۷۶۰ هزار غیرنظامی در اثر بیماری و قحطی پدید آمده انجامید، یکی از دلایل عمده پیروزی متفقین در جنگ تلقی می‌شود. حدود ۱۰۰ هزار نفر دیگر نیز با ادامه محاصره پس از انعقاد پیمان آتش‌بس، جان خود را از دست دادند.

## پیش‌زمینه
تلاش برای مسدود کردن بندرهای دشمن سابقه نسبتا طولانی دارد. ناوگان دریایی بریتانیا در جنگ هفت‌ساله، جنگ‌های انقلاب فرانسه و جنگ‌های ناپلئونی، در میزان‌های مختلفی از موفقیت اقدام به سد کردن پایگاه‌های دریایی فرانسه کرده بودند.
با وقوع پیشرفت‌های فناورانه فراوان تا دهه ۱۸۸۰، از جمله پیش‌ران بخار و افزایش برد توپ‌ها، شرایطی که یک محاصره می‌بایست در آن صورت می‌گرفت به صورت کلی تغییر کرد؛ به گونه‌ای که با اجرای تمرین‌ها و رزمایش‌های دریایی و بروز مشکلات، بسیاری دیگر مفهوم محاصره دریایی را تماما منسوخ دانستند.

## اهداف
قصد بریتانیا از قرار دادن آلمان در محاصره دریایی وارد آوردن فشار اقتصادی به آن از طریق قطع مسیرهای تجاری آن به اقیانوس‌ها بود.

## طرح بریتانیا برای راهبندان
با این وجود، پیش از آغاز جنگ جهانی اول، راهبرد دریایی بریتانیا، در صورت وقوع جنگ با آلمان، همچنان به دنبال یک محاصره تنگ علیه آن بود. بین سال‌های ۱۸۸۸ تا ۱۹۰۴ بریتانیایی‌ها اعمال "محاصره رصدی" را در نظر داشتند. در این محاصره نیروی دریایی بریتانیا با گشت‌زنی در یک خط حدود ۵۰۰ کیلومتری از ساحل جنوب غربی نروژ تا سواحل هلند، از ورود کشتی‌های آلمانی به دریای شمال و کانال مانش جلوگیری می‌کرد. به هر صورت با غیر عملی جلوه دادن این راهبرد، ماه ژوئیه سال ۱۹۱۴ فرماندهی عالی با صدور فرمانی حلقه محاصره را فراخ‌تر ساخت و هدف اصلی را در انهدام نیروی دریایی امپراتوری آلمان و تسلط کامل بر دریای شمال و کانال مانش دانست. بدین شکل اهداف راهبردی اصلی بریتانیا مسدود نگاه داشتن این دو حفره در شمال و جنوب بود. به هر صورت امکان امکان جلوگیری از رخنه تک کشتی‌ها وجود نداشت اما می‌شد بیشتر نیروهای دشمن شامل کشتی‌های بزرگ جنگی آن را در دریای شمال محبوس کرد. بدین منظور ناوگان کبیر در اسکاپا فلو با چهار ناوگروه رزمی و یک ناوگروه رزم‌ناو، مجموعا شامل ۲۹ نبردناو (۲۱ دریدنوت) و ۴ رزم‌ناو، به همراه ۸ ناو زرهی، ۴ ناو سبک و ۴۲ ناوشکن از ناوگروه‌های دیگر، مسیر شمالی را سد می‌کرد و ناوگان کانال در جزیره پورتلند، با ۱۹ دریدنوت و کمک چند ناوگروه ناو و ناوشکن، راه جنوبی را از تنگه دوور می‌بست. در صورت تهاجم قدرتمند آلمانی‌ها به کانال مانش، ناوگان کبیر به سمت جنوب حرکت می‌کرد.

## شرایط جغرافیایی
بریتانیا در موقعیت جغرافیایی ویژه‌ای همانند یک "موج‌شکن" در مسیر آلمان به دنیای خارج کشیده شده بود. کشتی‌های آلمانی جهت دستیابی به اقیانوس اطلس برای حمله به مستعمرات بریتانیا یا خطوط اصلی تجاری آن، می‌بایست از راه کانال مانش با حداکثر عرض ۱۰۰ کیلومتر یا دریای شمال با عرض حدود ۳۰۰ کیلومتر عبور می‌نمودند. اگر تنگه دوور در دهانه کانال مانش بسته می‌شد، کشتی‌های آلمانی وادار به برگزیدن مسیر شمالی بودند. این مسیر که برای دور زدن بریتانیا از طریق آن می‌بایست مسافتی حدودا ۱۸۰۰ کیلومتری طی می‌شد، موجب مصرف مقدار زیادی زغال‌سنگ به عنوان سوخت و متعاقبا وابستگی کشتی‌های آلمانی برای ادامه عملیات‌های جنگی به غنیمت گرفتن آن، در فرایندی دشوار و نامعلوم، می‌گردید.
در طرف مقابل، همین مزیت جغرافیایی بریتانیا را قادر می‌ساخت فعالیت‌های تجاری آلمان در اقیانوس اطلس و هر گونه تحرک دیگری از طرف آن فرا تر از دریای شمال، را رهگیری کند.

## محاصره و نتایج
متفقین مسدودی بنادر آلمان را برای مدتی طولانی پس از پایان درگیری‌ها همچنان برقرار نگاه داشتند تا این کشور را به پیمان صلح پایبند کنند. بیش از یک میلیون غیر نظامی در آلمان و اتریش در دو سال آخر جنگ در اثر این محاصره جان باختند. با برقراری آتش‌بس اوضاع در آلمان بد تر شد؛ چرا که دیگر غذایی از اراضی تحت تصرف به آن منتقل نمی‌شد و بنادر دریای بالتیک نیز مسدود گشتند. روز ۱۳ دسامبر سال ۱۹۱۸ آلمانی‌ها درخواست کرد کالاهای اساسی از جمله گوشت،شیر خشک و اقلام پزشکی، از محاصره عبور کنند که با مخالفت مواجه گردید. ماه فوریه سال ۱۹۱۹ حدود بیست درصد از نوزادان در بوهم مرده به دنیا آمدند و چهل درصد دیگر در عرض یک ماه مردند.

## یادداشت
1. ↑  observational blockade